# Pousada D. João IV

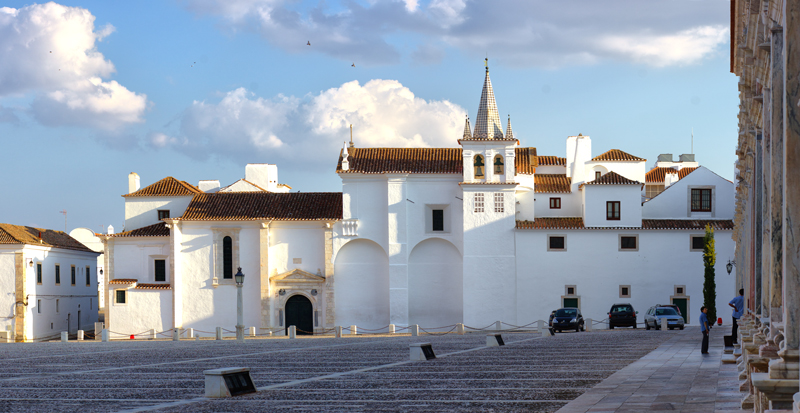
Pousada D. João IV

A Pousada D. João IV, ou Pousada Convento Vila Viçosa, localiza-se na cidade de Vila Viçosa, integrando a rede Pousadas de Portugal.
Ocupa as dependências do Real Convento das Chagas de Cristo, que remonta ao século XVI e pertenceu à Casa do duque de Bragança, preservando referências da época com a intenção de transportar o hóspede a um ambiente em que celas, oratórios, claustros e retiros eram plenos de significados tradicionais e sacros.
Como exemplo, alguns dos trinta e seis quartos são ligados pelas antigas grades, utilizadas para separar as religiosas enclausuradas dos seus visitantes. Embora a decoração seja austera e sóbria, destacam-se duas suítes de luxo e alguns quartos com decoração temática, como a da Suíte do Astrônomo, com cortinas coloridas ilustrada por desenhos inspirados no sistema solar. Outras dependências foram requalificadas: o bar, instalado numa antiga cozinha, a sala de TV, instalada na antiga sala do beija-mão, e a sala de reuniões, na antiga sala do Capítulo.